# Sauvat
Sauvat és un municipi francès situat al departament de Cantal i a la regió d'Alvèrnia-Roine-Alps. L'any 2007 tenia 191 habitants.

## Demografia

### Població
El 2007 la població de fet de Sauvat era de 191 persones. Hi havia 84 famílies de les quals 28 eren unipersonals (12 homes vivint sols i 16 dones vivint soles), 24 parelles sense fills, 24 parelles amb fills i 8 famílies monoparentals amb fills.
La població ha evolucionat segons el següent gràfic:
Habitants censats

### Habitatges
El 2007 hi havia 157 habitatges, 83 eren l'habitatge principal de la família, 50 eren segones residències i 24 estaven desocupats. 154 eren cases i 3 eren apartaments. Dels 83 habitatges principals, 68 estaven ocupats pels seus propietaris, 9 estaven llogats i ocupats pels llogaters i 6 estaven cedits a títol gratuït; 3 tenien dues cambres, 16 en tenien tres, 24 en tenien quatre i 40 en tenien cinc o més. 59 habitatges disposaven pel capbaix d'una plaça de pàrquing. A 47 habitatges hi havia un automòbil i a 28 n'hi havia dos o més.

### Piràmide de població
La piràmide de població per edats i sexe el 2009 era:
| Homes | Edats   | Dones |
| ----- | ------- | ----- |
| 0     | 95 o +  | 4     |
| 0     | 90 a 94 | 0     |
| 0     | 85 a 89 | 0     |
| 4     | 80 a 84 | 0     |
| 4     | 75 a 79 | 20    |
| 12    | 70 a 74 | 12    |
| 12    | 65 a 69 | 4     |
| 4     | 60 a 64 | 4     |
| 0     | 55 a 59 | 4     |
| 8     | 50 a 54 | 4     |
| 8     | 45 a 49 | 4     |
| 4     | 40 a 44 | 4     |
| 8     | 35 a 39 | 8     |
| 8     | 30 a 34 | 0     |
| 8     | 25 a 29 | 0     |
| 4     | 20 a 24 | 8     |
| 4     | 15 a 19 | 4     |
| 0     | 10 a 14 | 12    |
| 0     | 5 a 9   | 4     |
| 0     | 0 a 4   | 4     |

## Economia
El 2007 la població en edat de treballar era de 107 persones, 79 eren actives i 28 eren inactives. De les 79 persones actives 72 estaven ocupades (43 homes i 29 dones) i 7 estaven aturades (3 homes i 4 dones). De les 28 persones inactives 14 estaven jubilades, 4 estaven estudiant i 10 estaven classificades com a «altres inactius».

### Ingressos
El 2009 a Sauvat hi havia 89 unitats fiscals que integraven 202 persones, la mediana anual d'ingressos fiscals per persona era de 12.396 €.

### Activitats econòmiques
Dels 5 establiments que hi havia el 2007, 1 era d'una empresa extractiva, 2 d'empreses de construcció, 1 d'una empresa d'hostatgeria i restauració i 1 d'una empresa de serveis.
Dels 3 establiments de servei als particulars que hi havia el 2009, 1 era un guixaire pintor, 1 fusteria i 1 restaurant.
L'any 2000 a Sauvat hi havia 22 explotacions agrícoles que ocupaven un total de 1.197 hectàrees.

## Equipaments sanitaris i escolars
El 2009 hi havia una escola maternal integrada dins d'un grup escolar amb les comunes properes formant una escola dispersa.

## Poblacions més properes
El següent diagrama mostra les poblacions més properes.